# Barokni dvorci u Slavoniji
Dvorci su oduvijek bili domovi vladara, bogatih plemićkih obitelji i imućnih zemljoposjednika. Uglavnom su bili građeni izvan naselja: kao takvi bijahu sjedišta velikih posjeda s pripadajućim gospodarskim zgradama te raskošnim vrtovima i parkovima. Reprezentativna namjena svakog dvorca uvjetovala je i njegov vanjski izgled te unutarnji prostorni raspored, a naročito urešene i dimenzijama velike oblike – primjerice dekorativna pročelja, impozantna stubišta, svečano ukrašene dvorane s ogledalima i slično – dobivaju u razdoblju baroka.
Kurije (lat. curia znači dvor) su bile arhitektonski skromnije građevine od dvoraca, a bile su domovi nižeg i seljačkog plemstva, župnika ili kanonika. Često su bile središtem kakva vlastelinskog imanja, pa ih je katkada teško razlikovati od manjih dvoraca.
Tijekom 18. stoljeća na području današnje Slavonije izgrađeni su mnogi barokni dvorci i kurije.

## Povijesni kontekst

### Povijest Slavonije
Od 17. stoljeća, Slavonijom se naziva prostor između četiri rijeke: Drave, Dunava, Save i Ilove. Tijekom 17. stoljeća, Slavonija se dijeli na Gornju i Donju (Tursku) Slavoniju. Turci započinju s osvajanjem Slavonije 1526. godine, a prvo osvajaju utvrđene gradove uz, već spomenute, četiri rijeke. Tijekom sljedećih 10 godina, došli su i do središnjega dijela Slavonije da bi 1543. osvojili Daruvar te 1552. Viroviticu. Daljnja su turska osvajanja zaustavljena tek 1593. godine porazom kod Siska. Godine 1606., nakon Trinaestogodišnjeg rata, Turci su se povukli do rijeke Ilove, gdje je bila granica između Hrvatske i Turske (Hrvatske) sve do 1684. godine. Tada se Slavonija počinje dijeliti na Gornju (Slavonia superior), zapadno od rijeke Ilove sve do Hrvatskoga zagorja, i na Donju ili Tursku Slavoniju istočno od rijeke Ilove. Za Gornju Slavoniju postupno se udomaćio naziv Hrvatska, dok je Donja ostala pod imenom pod kojim ju danas znamo, Slavonija. Oslobađanje Slavonije započinje 1683. godine nakon austrijske pobjede nad Turcima kod Beča. Godine 1699. potpisan je Mir u Srijemskim Karlovcima između Austrije i Turske te su tako oslobođene i Slavonija i Baranja.
Od početka 18. stoljeća, nakon Turaka, Slavonija je počela dobivati dvojnu vlast: civilnu i vojnu. Na području civilne ili banske vlasti ubrzo su se počeli utemeljivati brojni feudalni posjedi. Vlasnici tih posjeda bili su i strano i domaće plemstvo. Vojna vlast je bila u dijelovima uz Savu koji su bili uključeni u Posavsku krajinu. Dolaskom carice i hrvatske kraljice Marije Terezije na vlast ujedinjene su Hrvatska i Slavonija te je ustrojena banska vlast, a prostor Posavske krajine postao je Vojna krajina i pripao pod isključivo carsku upravu. Tek ukidanjem Vojne krajine 1881. godine stvoreni su preduvjeti za pripojenje i tih hrvatskih krajeva Hrvatskoj, da bi se konačno 1886. godine i ujedinili.

### Plemstvo u Slavoniji
Nakon protjerivanja Turaka, trebala su se opet ustrojiti vlastelinstva i urediti odnose kakvi su bili i prije turskog zaposjedanja. No, plemićkih obitelji gotovo više nije ni bilo. Stare plemićke obitelji koje su imale posjede u Slavoniji raselile su se ili izumrle, a njihove plemićke povelje su često bile i uništene, za razliku od plemstva u Banskoj Hrvatskoj koje ima svoj kontinuitet i neprekidnost zemljišnog posjeda. Zbog izrazito loše situacije, Bečki dvor ustvrdio je da je Slavoniju oslobodila carska vojska te da zbog toga vladar raspolaže sveukupnim zemljištem. Budući da nitko nije htio kupiti takvu pustu zemlju, Carski dvor počeo je davati posjede kao donaciju Crkvi. Sva slavonska vlastelinstva u 18. i 19. stoljeću bila su relativno velika (veleposjedi), ali ih je bilo mnogo manje u odnosu na vlastelinstva u Banskoj Hrvatskoj. Bitno je i to da su vlasnici bili uglavnom strano plemstvo, dok u Banskoj Hrvatskoj na tim manjim posjedima živi uglavnom domaće plemstvo. Krajem 19. stoljeća strano plemstvo, uglavnom Nijemci i Mađari, posjeduje više od polovice ukupne površine vlastelinstava.
Druga podjela, osim na domaće i strano plemstvo, podjela je s obzirom na to je li vlastelinstvo pripadalo Carskom dvoru, Crkvi ili svjetovnim gospodarima kao što su vlastelini i plemićke obitelji, što je bio najčešći slučaj. Plemstva se dijele na staro, novije i najnovije plemstvo. Staro plemstvo je ono koje je položaj dobilo između 1438. i 1740. godine. U prvoj fazi do 1527. godine titula se dobivala isključivo na osnovi plemićkog lista ili grbovnice, dok u drugoj fazi - do dolaska Marije Terezije na vlast - plemstvo dodjeljuje kralj iz dinastije Habsburg. Od 1740. godine, dolaskom dinastije Habsburg-Lothringen, Marija Terezija počinje dodjeljivati novije, čisto vojničko plemstvo kao nagradu za ratne uspjehe ili dugogodišnju vojnu službu. Najnovije plemstvo nastaje nakon 1806. godine pa do završetka Prvog svjetskog rata, a dijeli se na austrijsko i ugarsko-hrvatsko. Ta se titula dobivala kraljevskom donacijom (Donatio Regia) kao nagrada za zasluge u obrani kralja i domovine.

### Graditeljstvo u Slavoniji
Slavoniju karakterizira srednjovjekovno nasljeđe graditeljstva i brojni utvrđeni feudalni gradovi od kojih su neki bili dograđivani i pretvarani u dvorce. Najvažniji obrambeni elementi bili su kula istaknute visine te opkop kojim su bili okruženi, takozvani Wasserburg.  Početkom 16. stoljeća, a osobito nakon Mohačke bitke 1526. godine, grade se vojne utvrde i zamci, najčešće četverokutnog tlocrta s kulama na uglovima i dvorištem u sredini. U 17. i 18. stoljeću uništava se graditeljstvo iz vremena turskog zaposjedanja i grade se nove crkve, samostani i dvorci. Grade se vojne utvrde, obnavljaju srednjovjekovni feudalni gradovi i utemeljuju novi barokni. Značajniji graditeljski pothvati u 18. stoljeću su izgradnja novih vojnih gradova-utvrda u nizinama zbog blizine Turaka i potencijalne opasnosti, a podižu se i novi barokni gradovi poput Bjelovara. Ipak, većina se razvija na srednjovjekovnoj urbanoj strukturi, kao na primjer Požega.
Najveća vlastelinstva u Hrvatskoj bila su upravo u Slavoniji, gdje je na puno većem prostoru sadržan manji broj velikih posjeda. Jedino na prostoru Vojne krajine nema dvoraca jer tu nije ni bilo plemićkih posjeda. Nakon poraza Turaka kod Beča 1683. godine te nakon oslobođenja Slavonije i protjerivanja Turaka južnije od rijeke Save, krajem 17. i početkom 18. stoljeća započinje gradnja dvoraca i kurija posvuda po sjevernoj Hrvatskoj. Slavonija je u to vrijeme postala veliko gradilište, ali ponajprije skromnih kurija i dvoraca. Osmanlijsko Carstvo je ipak bilo preblizu (na rijeci Savi) te nitko nije htio graditi skupe i velike dvorce. S druge strane, vlasnici feudalnih posjeda u 18. stoljeću su uglavnom bili stranci koji nisu živjeli u Slavoniji pa im nisu bili potrebni reprezentativni dvorci. Slavonski dvorci su reprezentativnost dobili tek početkom 19. stoljeća. Godine 1918., s Prvim svjetskim ratom i raspadom Austro-Ugarske Monarhije, završava značajno razdoblje povijesti Slavonije i Hrvatske, a time i vrijeme kada se grade dvorci.

## Pregled najvažnijih dvoraca i kurija u Slavoniji

### Lovački dvorac princa Eugena Savojskog u Bilju pokraj Osijeka
Nakon pobjede nad Turcima, Eugen Savojski daje podignuti barokni dvorac u Bilju koji je najstariji dvorac u Slavoniji i Baranji i rijedak primjer dvorca s obrambenim jarkom. Njegovi oklopi podsjećaju na renesansni način obrane, odnosno na kasnosrednjovjekovne i renesansne nizinske burgove. Građen je u razdoblju od 1707. do 1712. godine, odnosno prvoj polovici 17. stoljeća kao lovački dvorac koji je slavni austrijski vojskovođa izgradio na posjedu što ga je dobio 1697. godine za vojne zasluge u borbama protiv Turaka. Smatra se da ga je izgradio austrijski arhitekt Johann Lukas von Hildebrandt, koji je za istog naručitelja radio i bečki dvorac Belvedere. Poslije smrti Eugena Savojskog, Bilje je naizmjenično u vlasništvu austrijskog dvora jer Eugen nije imao nasljednika. Posljednja obnova dvorca bila je 1974. godine, a danas je u njemu smještena Uprava Javne ustanove Park prirode Kopački Rit.

### Dvorac Eltz u Vukovaru
Grofovi Eltz, koji se ubrajaju u njemačko praplemstvo, dolaze u posjed vukovarskog vlastelinstva 1736. godine. Gradnju dvorca započeo je vlasnik vukovarskog feuda grof Anzelmo Kazimir Eltz na mjestu stare kurije. U izvornom obliku izgrađen je između 1749. i 1751. godine kao jednostavni barokno-ranoklasicistički dvor. Već 1781. godine izvršeno je prvo veće proširenje dvorca, a konačan izgled dvorac je dobio krajem 19. i početkom 20. stoljeća te se tako razvio od skromne kurije do reprezentativnoga dvorca srednjoeuropskoga izgleda. Raskošna neobarokna pročelja u doba kasnog historicizma (1895. – 1907.) izveo je bečki arhitekt Viktor Siedek. Središnji dio dvorca tada je nadograđen, izveden je rizalit na tri razine, čime je dotadašnji jednostavni oblik zgrade poprimio dostojanstven i svečaniji izgled. Posljednja veća obnova dvorca bila je između 1968. i 1970. godine, kada je dvorac obnovljen za potrebe Muzeja grada Vukovara koji je bio smješten u dvorcu do razaranja grada u velikosrpskoj agresiji na Hrvatsku 1991. godine.
Dvorac je tlocrtnog L-oblika i sastoji se od dva pravokutna krila. Glavni dio dvorca ima dvostruki niz prostorija, međusobno spojenih središnjim dugačkim i uskim hodnikom. Reprezentativni saloni dvorca okrenuti su prema manjem, romantično oblikovanom perivoju, a ne prema ulici kao što je najčešći slučaj. Stubišta se nalaze uz ulično pročelje, u sredini tlocrta dvorca. Glavna pročelja oblikovana su simetrično s 19 prozorskih zona, s razdjelnim vijencem između prizemlja i kata te s pilastrima između prozora i fasadnim ukrasima iznad prozora prvoga kata. Središnji dio dvorca je rizalitno izbočen i dvokatan, dok je ostali dio dvorca jednokatan. Dvorac se ubraja među najreprezentativnije objekte baroknog razdoblja na hrvatskom tlu.

### Dvorac Turković u Kutjevu
Još u 13. stoljeću (1232. godine), cisterciti utemeljuju samostan na mjestu današnjeg dvorca. Nakon protjerivanja Turaka, kralj Leopold I. 1700. godine dodjeljuje posjed isusovcima koji tu grade svoj kompleks između 1721. i 1735. godine. Izgrađene su crkva, rezidencija i gospodarske zgrade. Isusovci se ukidaju 1773. godine i posjed izmjenjuje brojne vlasnike. Godine 1882. dvorac u Kutjevu kupuje Vjenceslav Turković i to je doba najvećeg gospodarskog uspona.
Dvorac je tlocrtno već bio određen ranijim cistercitskim samostanom. Sastoji se od trokrilnog dvorca, crkve te starih srednjovjekovnih zidova, uz koje su bile smještene pomoćne zgrade i mala okrugla kula na sjeveroistoku, koji zatvaraju unutrašnje dvorište. Bočna krila su srušena 1918. godine kada je dvorac opljačkan.
Sama isusovačka rezidencija je u tlocrtu u obliku slova U i imala je tri razine: prizemlje, kat i potkrovlje. Tlocrt prizemlja i kata pokazuju jednostavnu shemu: na hodnik, koji se nalazi u prizemlju s dvorišne strane zgrade nižu se prostorije s prozorima na vanjskim pročeljima. U dvorac se ulazilo kroz ulaz (vežu) po sredini glavnog južnog krila, a postojao je i stari ulaz na zapadnom krilu. Glavna dvorana na katu je bila refektorij, smješten u osi južnog pročelja i osvijetljen prozorima središnjeg tornja.
Glavno pročelje je simetrično oblikovano s 11 prozorskih otvora. Ima izražen središnji erker u obliku tornja te naglašene kutne rizalite. Kao uzor za takvo pročelje smatra se pročelje matičnog cistercitskog samostana u Citeauxu u Francuskoj. Specifičnost i reprezentativnost glavnom pročelju daje barokna jabučasta lukovica tornja te zvonik crkve koji je također imao lukovicu, u vrijeme historicističke obnove, nakon 1886. godine zamijenjenu piramidalnim krovićem.
Krajem 19. st. postojao je i mali perivoj ispred glavnog pročelja koji je uništen 1918. godine kada je i dvorac bio razoren. Danas se dvorac koristi kao knjižnica i arheološka zbirka.

### Dvorac Prandau-Normann u Valpovu
Današnji je dvorac u Valpovu nastao tijekom prve polovice 18. stoljeća pregradnjom i dogradnjom srednjovjekovne utvrde od koje su očuvani dijelovi vanjskih bedema, temelji i zidovi kasnogotičke kapele te okrugla obrambena kula, izgrađeni početkom 15. stoljeća.
Utvrda je bila nizinski Wasserburg, okružen dubokim obrambenim opkopima ispunjenim vodom iz obližnje rijeke Karašice.
Tlocrt utvrde u obliku nepravilnog izduženog trokuta i po nekoliko metara debeli vanjski zidovi diktirali su sve kasnije pregradnje i tako ostali gotovo u cijelosti očuvani do danas. Tako je stvorena jedinstvena i povijesno-arhitektonski vrlo vrijedna srednjovjekovno-barokna cjelina koja je danas jedan od najznačajnijih spomeničkih kompleksa profane arhitekture sjeverne Hrvatske.
Tijekom prve polovice 18. stoljeća baruni Prandau, novi vlasnici vlastelinstva, daju obnoviti oštećenu utvrdu, a na ostacima južnog krila grade monumentalnu baroknu pročelnu palaču s centralno isturenim tornjem. Barokna palača teško je stradala u požaru 1801. godine, poslije kojega je obnovljena u barokno-klasicističkom duhu. Dvorac je 1885. godine ženidbenim vezama prešao u vlasništvo grofovske obitelji Normann od Ehrenfelsa te od tada datira današnji naziv.
Kompleks današnjeg dvorca sastoji se od srednjovjekovne kule, bočnih baroknih krila naslonjenih na srednjovjekovne vanjske bedeme, dvorske kapele, unutrašnjeg dvorišta i kasnobarokno-klasicističke pročelne palače čija su krila također obnovljena i presvođena bačvastim svodovima, a sve to još okružuju obrambeni opkopi i perivoj.
Od dvorca se prema jugu širi prostrani pejzažni perivoj koji je jedan od najvrjednijih povijesnih perivoja kontinentalne Hrvatske i s kojim čini jedinstvenu cjelinu. Vrijednost valpovačkog perivoja očituje se u očuvanosti izvornog tipa engleskih pejzažnih perivoja, što je u Hrvatskoj prava rijetkost.

### Dvorac Odescalchi u Iloku
Još u 15. stoljeću, Ilok je bio posjed u vlasništvu bana Nikole Iločkog. Njegov sin Lovro je posljednji predstavnik te obiteljske loze koja izumire dolaskom Turaka. Nakon oslobođenja, kralj Leopold I. daruje 30. srpnja 1697.  godine rimskom knezu Liviju I. Odescalchiju grad Ilok. Na sjeverozapadnom uglu iločke tvrđe, na mjestu današnjega dvorca knezova Odescalchija, nalazio se srednjovjekovni kaštel (stari dvorac), koji je vjerojatno gradio Nikola Iločki, a vjerojatno je razrušen prilikom austrijske opsade Iloka i njegova oslobađanja od turskoga zauzeća.
U današnji dvorac knezova Odescalchi, koji je nastajao tijekom 18. i 19. stoljeća, ugrađeni su dijelovi zidina srednjovjekovnoga kaštela koji su već i Turci pregrađivali. Dvorac je knezovima Odescalchi služio kao ljetnikovac. Kao godina izgradnje spominje se 1721. Zbog pregradnji tijekom 19. stoljeća, od baroknog izgleda dvorca ostalo je vrlo malo, no barokne karakteristike su još uvijek nazočne - arkade na pročelju i sam tlocrt trokrilne građevine. U drugoj obnovi (1839. godine) dodan je drugi kat te dvorac dobiva današnji izgled. Posljednja velika obnova dvorca bila je 1889. godine i dala je dvorcu historicistički izgled: rustikalni završeci uglova, rustikalna obrada pročelja u prizemlju, viseće slijepe arkade ispod fasadnoga vijenca, razdjelni vijenci između katova na pročeljima, istake natprozornika i dr.
Dvorac u Iloku dvokatna je građevina, a na oba kata imamo sličan raspored kao i u prizemlju – uzak dugački hodnik s otvorenim arkadama na dvorišnom pročelju, stubište u središtu i pet soba u nizu, s prozorima na južnom pročelju. Prostorije u prizemlju i na prvom katu su svođene, a drugi kat dvorca ima ravni strop.
Uz dvorac u Iloku u 18. stoljeću postojao je vrt, a od kraja 19. stoljeća i perivoj. Od 1969. godine dvorac služi kao prostor za Muzej grada Iloka i galeriju slika koji se tamo nalaze.

### Dvorac Esterházy u Dardi
U 18. stoljeću, točnije 1749. godine, kraljica Marija Terezija daruje vlastelinstvo sa sjedištem u Dardi obitelji Esterházy. Obitelj ima dvorac u posjedu jedno stoljeće, a 1842. godine ga prodaju obitelji Schaumburg-Lippe. Dvorac Esterházy ujedinjuje baroknu tlocrtnu koncepciju koja je karakteristična za vrijeme građenja, ali i pročelja posjeduju obilježja klasicizma. Pretpostavlja se da je izgrađen prije 1745. godine.
Dvorac u Dardi je jednokatna trokrilna građevina površine 1700 četvornih metara. U središtu glavnog pročelja, na tri jednake arkade leži ostakljeni drveni trijem, koji završava klasicističkim trokutnim zabatom. Dvorac ima i kolni prolaz. Bočna krila dvorca su jednostavna, a u dvorišnom dijelu nastavljaju se u prizemnim gospodarskim zgradama. U kompleks dvorca i perivoja ulazi se kroz secesijska vrata - ručni rad nepoznatog majstora. Dvorac je za vrijeme Domovinskog rata stradao i čeka obnovu.

### Dvorac Pejačević/Schaumburg-Lippe u Virovitici
Dolaskom Marije Terezije na vlast, virovitičko vlastelinstvo dolazi u posjed feudalca Marka Pejačevića, a preko njegovih potomaka, naslijedio ga je Antun Pejačević koji ga potkraj života daje rušiti i na mjestu srednjovjekovnog burga (Wasserburg) započinje graditi novi dvorac prema nacrtima bečkog arhitekta Rotha. Dvorac je dovršio njegov sin, koji se također zvao Antun, 1804. godine. Godine 1841. dvorac je prodan kneževskoj obitelji Schaumburg-Lippe koji su Pejačevićev dvorac preuredili te je tada dobio današnji neoklasicistički odnosno barokno-klasicistički izgled. Tada je zasađen i park oko dvorca. Godine 1911. dvorac je prodan grofu Draškoviću.
Dvorac se sastoji od jedne građevine sa središnjim istaknutim rizalitom. Na pročelnoj strani rizalita se nalazi stubište, a na dvorišnoj glavni salon i altana. U donjem dijelu je kolni prolaz. Ima i dva manje naglašena rizalita na bočnim stranama.
Kao i u Versaillesu te drugim europskim dvorcima, glavno pročelje okrenuto je prema dominantnoj baroknoj osi. Pejačevićev dvorac i park nalaze se i danas u samom središtu Virovitice i spadaju u kategoriju najljepših kulturno povijesnih znamenitosti.

### Dvorac Pejačević u Našicama
Još 1734. godine našički posjed kupuju grofovi Pejačević i drže ga sve do 1945. godine. Dvorac Pejačević građen je između 1811. i 1812. godine. Dvorac je bio pravokutnog tlocrta, s devet prozorskih otvora na južnom ulaznom pročelju. Središnji dio dvorca, u širini tri prozorske osi, bio je istaknut većim prozorima i altanom, nošenom s četiri masivna stupa s tri luka. Izgled dvorca potpuno je promijenjen u siječnju 1865. godine, kada je tlocrtno povećan tako da je sjeverno i južno pročelje dobilo trinaest prozorskih otvora, bočni rizaliti oblikovani su poput tornjeva s kupolastim krovom, na mjestu altane dograđen je dvorac u obliku dubokoga rizalita s ukrasnim završetkom s volutama, balustradom i satom, a krovište postaje mansardno i time skroman barokni dvorac postaje reprezentativan kasnobarokni dvorac s bogatim arhitektonskim uresima. Danas se u dvorcu nalazi Zavičajni muzej grada Našica.
Lovački ili mali prizemni dvorac nalazi se u središtu perivoja. Izgrađen je u doba neoklasicizma, oko 1905. godine. U obliku je izduženoga pravokutnika sa središnjim plićim i ugaonim dubokim rizalitima, tako da tlocrt izgleda poput slova H. Južno ulazno i sjeverno glavno pročelje obilježava petnaest prozorskih osi.
Oko dvorca je bio perivoj uređen u francuskom stilu iz kojega se stazama prelazilo u veliki perivoj, koji je okruživao i spajao oba dvorca. Veliki perivoj s obilježjima pejzažnih perivoja vjerojatno je oblikovan prilikom velike obnove dvorca. U drugoj polovici 19. stoljeća perivoj je proširen na sjever, na površinu prirodne šume gdje je uređeno jezero s otočićem, te je tada perivoj počeo poprimati romantičarska obilježja.

### Dvorac Hilleprand von Prandau/Mailáth u Donjem Miholjcu
Dvorac u Donjem Miholjcu građen je u dva dijela koji čine jedinstvenu cjelinu. Stariji dvorac izgradila je 1818. godine udovica baruna Hilleprand von Prandaua. Kasnobarokni prizemni dvorac završava kružnom dekorativnom kulom na jugoistočnom uglu dvorca koja je od njega odmaknuta i s njime povezana terasom. Građen je u kasnobaroknom stilu.
Obitelj Mailáth je 1885. godine dobila Donji Miholjac ženidbenom vezom s obitelji Prandau. 
Gradnja novog dvorca počinje 1903. godine nakon posjeta cara Franje Josipa Donjem Miholjcu. Gradi se u engleskom tudorskom stilu, koji obiluje brojnim kulama, mansardnim prozorima, te prostranim terasama i balkonima. Dvorac Mailath je jedan od posljednje izgrađenih u Slavoniji u duhu lovačkog dvorca. Godine 1930. grof prodaje dvorac i imanja obitelji Schlesinger, koji mu ostaju vlasnici do 1941. godine.  Danas je dvorac sjedište Gradske uprave Donjeg Miholjca.

## Popis baroknih dvoraca i kurija u Slavoniji
- Dvorac Janković u Daruvaru
- Lovački dvorac Princa Eugena Savojskog u Bilju kraj Osijeka
- Dvorac Eltz u Vukovaru
- Dvorac Turković u Kutjevu
- Dvorac Prandau-Normann u Valpovu
- Dvorac Odescalchi u Iloku
- Dvorac Esterházy u Dardi
- Dvorac Pejačević/Schaumburg-Lippe u Virovitici
- Dvorac Pejačević u Našicama
- Dvorac Hilleprand von Prandau/Mailáth u Donjem Miholjcu
- Dvorac Cernik u općini Cernik
- Kurija Mihalović u Feričancima
- Tvrđava Brod u Slavonskom Brodu
- Dvorac u Kneževu
- Kaptolske kanoničke kurije u Đakovu
- Dvorac Gosseau-Šandor-Khuen u Nuštru

## Vanjske poveznice
- Kulturno-povijesna baština Osječko-baranjske županije(pdf)  Arhivirana inačica izvorne stranice od 20. svibnja 2013. (Wayback Machine)
- Turizam u Slavoniji – Dvorci i utvrde  Arhivirana inačica izvorne stranice od 8. travnja 2014. (Wayback Machine)
- Dvorci u Hrvatskoj  Arhivirana inačica izvorne stranice od 4. veljače 2015. (Wayback Machine)